# Tir la Jocurile Olimpice de vară din 2020 - pistol foc rapid 25m (masculin)
Proba de pistol foc rapid 25m masculin de la Jocurile Olimpice 2020 a avut loc în perioada 1-2 august 2021 la Asaka Shooting Range.

## Program
Orele sunt ora Japoniei (UTC+9) 
| Data                    | Timp  | Etapă                    |
| ----------------------- | ----- | ------------------------ |
| Duminică, 1 august 2021 | 08:30 | Calificări - etapa 1     |
| Luni, 2 august 2021     | 08:30 | Calificări - etapa a 2-a |
| Luni, 2 august 2021     | 09:00 | Finala                   |

## Rezultate calificări
| Loc | Sportiv                    | Țară                       | Etapa 1      | Etapa 1      | Etapa 1      | Etapa 1      | Etapa a 2-a  | Etapa a 2-a  | Etapa a 2-a  | Etapa a 2-a  | Total        | Note         |
| Loc | Sportiv                    | Țară                       | 8s           | 6s           | 4s           | Total        | 8s           | 6s           | 4s           | Total        | Total        | Note         |
| --- | -------------------------- | -------------------------- | ------------ | ------------ | ------------ | ------------ | ------------ | ------------ | ------------ | ------------ | ------------ | ------------ |
| 1   | Christian Reitz            | Germania                   | 100          | 98           | 98           | 296          | 98           | 99           | 94           | 291          | 587-18x      | C            |
| 2   | Jean Quiquampoix           | Franța                     | 100          | 99           | 98           | 297          | 98           | 98           | 93           | 289          | 586-24x      | C            |
| 3   | Han Dae-yoon               | Coreea de Sud              | 97           | 99           | 99           | 295          | 98           | 98           | 94           | 290          | 585-22x      | C            |
| 4   | Lin Junmin                 | China                      | 97           | 100          | 97           | 294          | 97           | 99           | 94           | 290          | 584-20x      | C            |
| 5   | Leuris Pupo                | Cuba                       | 98           | 99           | 93           | 290          | 99           | 99           | 95           | 293          | 583-21x      | C            |
| 6   | Li Yuehong                 | China                      | 96           | 99           | 97           | 292          | 96           | 100          | 94           | 290          | 582-28x      | C            |
| 7   | Clément Bessaguet          | Franța                     | 100          | 100          | 97           | 297          | 99           | 93           | 93           | 285          | 582-22x      |              |
| 8   | Dai Yoshioka               | Japonia                    | 95           | 98           | 97           | 290          | 100          | 99           | 93           | 292          | 582-17x      |              |
| 9   | Pavlo Korostylov           | Ucraina                    | 97           | 96           | 93           | 286          | 99           | 99           | 96           | 294          | 580-17x      |              |
| 10  | Ghulam Mustafa Bashir      | Pakistan                   | 99           | 98           | 96           | 293          | 99           | 95           | 92           | 286          | 579-14x      |              |
| 11  | Leonid Yekimov             | COR                        | 96           | 99           | 94           | 289          | 98           | 97           | 94           | 289          | 578-21x      |              |
| 12  | Jorge Álvarez              | Cuba                       | 98           | 97           | 92           | 287          | 100          | 98           | 93           | 291          | 578-17x      |              |
| 13  | Oliver Geis                | Germania                   | 96           | 96           | 93           | 285          | 96           | 99           | 97           | 292          | 577-24x      |              |
| 14  | Tommaso Chelli             | Italia                     | 94           | 98           | 96           | 288          | 95           | 98           | 96           | 289          | 577-16x      |              |
| 15  | Muhammad Khalil Akhtar     | Pakistan                   | 98           | 96           | 92           | 286          | 97           | 94           | 95           | 286          | 572-19x      |              |
| 16  | Riccardo Mazzetti          | Italia                     | 94           | 97           | 94           | 285          | 99           | 96           | 92           | 287          | 572-16x      |              |
| 17  | Sergei Evglevski           | Australia                  | 94           | 96           | 95           | 285          | 97           | 96           | 94           | 287          | 572-14x      |              |
| 18  | Marko Carrillo             | Peru                       | 99           | 92           | 97           | 288          | 96           | 97           | 91           | 284          | 572-11x      |              |
| 19  | Peeter Olesk               | Estonia                    | 95           | 94           | 95           | 284          | 99           | 96           | 93           | 288          | 572-10x      |              |
| 20  | Isaranuudom Phurihiranphat | Thailanda                  | 97           | 97           | 92           | 286          | 97           | 94           | 93           | 284          | 570-13x      |              |
| 21  | Ruslan Lunev               | Azerbaidjan                | 98           | 93           | 90           | 281          | 95           | 95           | 96           | 286          | 567-11x      |              |
| 22  | Henry Leverett             | Statele Unite ale Americii | 98           | 94           | 92           | 284          | 93           | 97           | 92           | 282          | 566-9x       |              |
| 23  | Enkhtaivany Davaakhüü      | Mongolia                   | 98           | 94           | 91           | 283          | 99           | 89           | 94           | 282          | 565-18x      |              |
| 24  | Özgür Varlık               | Turcia                     | 98           | 97           | 86           | 281          | 96           | 95           | 83           | 274          | 555-10x      |              |
| 25  | Jack Leverett III          | Statele Unite ale Americii | 98           | 92           | 86           | 276          | 96           | 95           | 85           | 276          | 552-15x      |              |
| 26  | Bernardo Tobar Prado       | Columbia                   | 93           | 96           | 85           | 274          | 93           | 88           | 91           | 272          | 546-12x      |              |
| 27  | Song Jong-ho               | Coreea de Sud              | Descalificat | Descalificat | Descalificat | Descalificat | Descalificat | Descalificat | Descalificat | Descalificat | Descalificat | Descalificat |

## Finala
| Loc | Sportiv          | Țară          | 1 | 2 | 3 | 4 | Int | 5   | Int | 6   | Int | 7   | Int | 8   | Total | Note           |
| --- | ---------------- | ------------- | - | - | - | - | --- | --- | --- | --- | --- | --- | --- | --- | ----- | -------------- |
| 1   | Jean Quiquampoix | Franța        | 4 | 3 | 5 | 5 | 17  | 4   | 21  | 4   | 25  | 5   | 30  | 4   | 34    | Record olimpic |
| 2   | Leuris Pupo      | Cuba          | 3 | 5 | 4 | 4 | 16  | 3   | 19  | 5   | 24  | 3   | 27  | 2   | 29    |                |
| 3   | Li Yuehong       | China         | 3 | 4 | 4 | 4 | 15  | 4   | 19  | 3   | 22  | 4   | 26  | N/A | N/A   |                |
| 4   | Han Dae-yoon     | Coreea de Sud | 3 | 5 | 4 | 3 | 15  | 4   | 19  | 3   | 22  | N/A | N/A | N/A | N/A   |                |
| 5   | Christian Reitz  | Germania      | 3 | 4 | 4 | 3 | 14  | 4   | 18  | N/A | N/A | N/A | N/A | N/A | N/A   |                |
| 6   | Lin Junmin       | China         | 2 | 3 | 3 | 4 | 12  | N/A | N/A | N/A | N/A | N/A | N/A | N/A | N/A   |                |